# Pritchardia remota
Pritchardia remota es una especie de palmera endémica de la isla de Nihoa, Hawái, y posteriormente trasplantado a la isla de Laysan. 

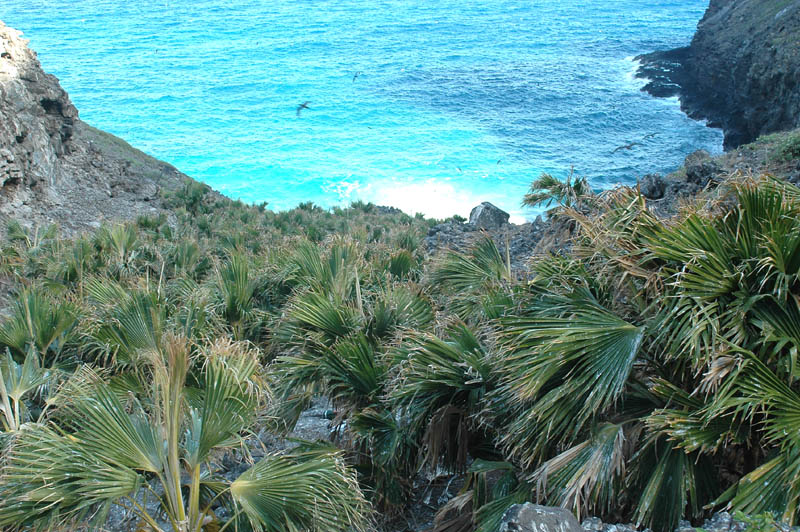
En su hábitat

## Descripción
Es un árbol más pequeño que la mayoría de otras especies de Pritchardia, por lo general alcanza un tamaño de 4-5 metros de altura y con un diámetro de tronco de 15 centímetros. Es el único tipo de árbol en la isla y solía ser abundante. En 1885 un incendio devastó la isla, destruyendo la mayor parte de las paleras. Sólo alrededor de 700 de estos árboles permanecen, por lo que la especie se encuentra en peligro de extinción, pero los números están aumentando lentamente. La palma se cultiva en los jardines botánicos.
Aunque es imposible confundir P. Remota con cualquier otra especie en su hábitat natural, se puede decir, que se aparta de otras especies de Pritchardia por sus ondulantes hojas, sus cortas y sin pelo inflorescencias y sus pequeñas y esféricas frutas.

## Hábitat
Una encuesta de 1996 encontró un total de cuatro poblaciones de plantas de 680 palmeras en la isla. Arboledas de P. Remota  crecen en la costa en dos valles de Nihoa: La mayor población crece en el Valle de West Palm, mientras que las tres poblaciones más pequeñas se encuentran en el Valle de East Palm.  Hasta el 50% del polen encontrado en muestras de suelo tomadas de sitios de tierras bajas en las principales islas proviene de Pritchardia similares a esta especie. Esto se debe a que estas palmeras eran abundantes allí hasta alrededor del año 1000, cuando la población humana creció de forma espectacular. Los árboles fueron talados para la agricultura y se utilizaron para obtener madera y leña.

## Taxonomía
Pritchardia remota fue descrita por  Odoardo Beccari y publicado en Malesia 3: 294 1890.
Etimología
Pritchardia: nombre genérico otorgado en honor de William Thomas Pritchard, Cónsul británico en Fiyi.
remota: epíteto latino que significa "distante".
Sinonimia
- Eupritchardia remota (Kuntze) Kuntze
- Pritchardia aylmer-robinsonii H.St.John
- Styloma remota (Kuntze) O.F.Cook
- Washingtonia remota Kuntze[8][9]